# Bual
Bual (em galego-asturiano) ou Boal (em castelhano) é um concelho (município) da Espanha na província e Principado das Astúrias. Tem 120,28 km² de área e em 2019 tinha 1 505 habitantes (densidade: 12,5 hab./km²).
Não faz parte da Galiza mas integra os territórios onde tradicionalmente se fala galego.

## Demografia
| Variação demográfica do município entre 1991 e 2004 | Variação demográfica do município entre 1991 e 2004 | Variação demográfica do município entre 1991 e 2004 | Variação demográfica do município entre 1991 e 2004 |
| --------------------------------------------------- | --------------------------------------------------- | --------------------------------------------------- | --------------------------------------------------- |
| 1991                                                | 1996                                                | 2001                                                | 2004                                                |
| 3004                                                | 2720                                                | 2395                                                | 2239                                                |